# Toni Servillo
Toni Servillo (n. 25 ianuarie 1959, Afragola, Campania, Italia) este un actor italian, de patru ori câștigător al David di Donatello pentru cel mai bun actor principal (2005, 2008, 2009, 2014) și de două ori al Premiul Academiei Europene de Film pentru cel mai bun actor (2008, 2013).